# Sivatherium
Sivatherium ("bestia de Shiva", por la deidad Shiva y therium, forma latinizada del griego antiguo θηρίον - thēríon) es un género extinto de mamíferos jiráfidos que vivieron en África y Eurasia. La especie Sivatherium giganteum es, por su peso, uno de los mayores jiráfidos conocidos, y también uno de los mayores rumiantes de todos los tiempos.
Sivatherium se originó a finales del Mioceno (hace unos 7 millones de años) en África y sobrevivió hasta el final del Pleistoceno Temprano (época del Calabriense) Los restos de la especie S. giganteum se han encontrado en las estribaciones de los Himalayas, datando de hace un millón de años. Se ha sugerido que la especie S. maurusium se pudo haber extinto tan recientemente como hace apenas 8,000 años antes del presente, ya que se han hallado representaciones que se le asemejan en pinturas rupestres antiguas en el Sahara y en Madhya Pradesh en la India. Sin embargo, esta propuesta no ha sido respaldada por evidencia fósil, y es probable que dichas representaciones representen a otros animales.

## Descripción

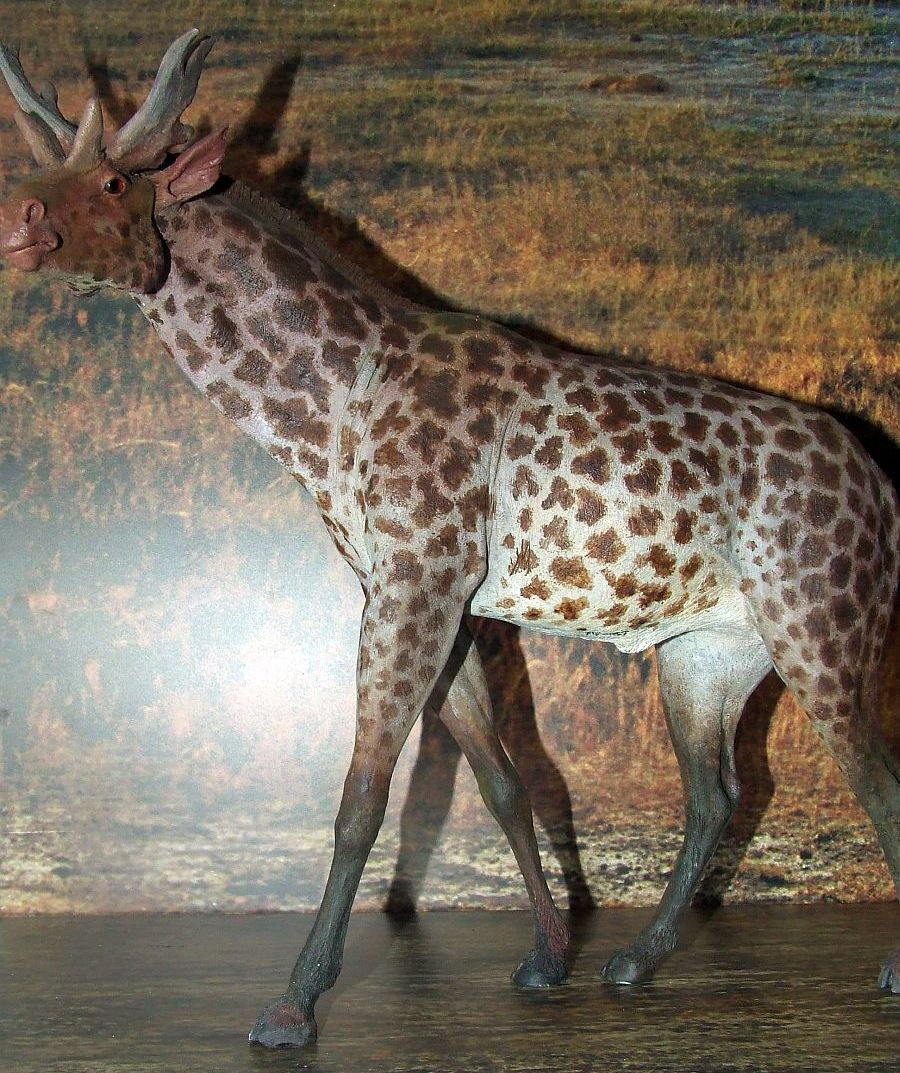
Reconstrucción moderna similar a una jirafa, en el MEPAN

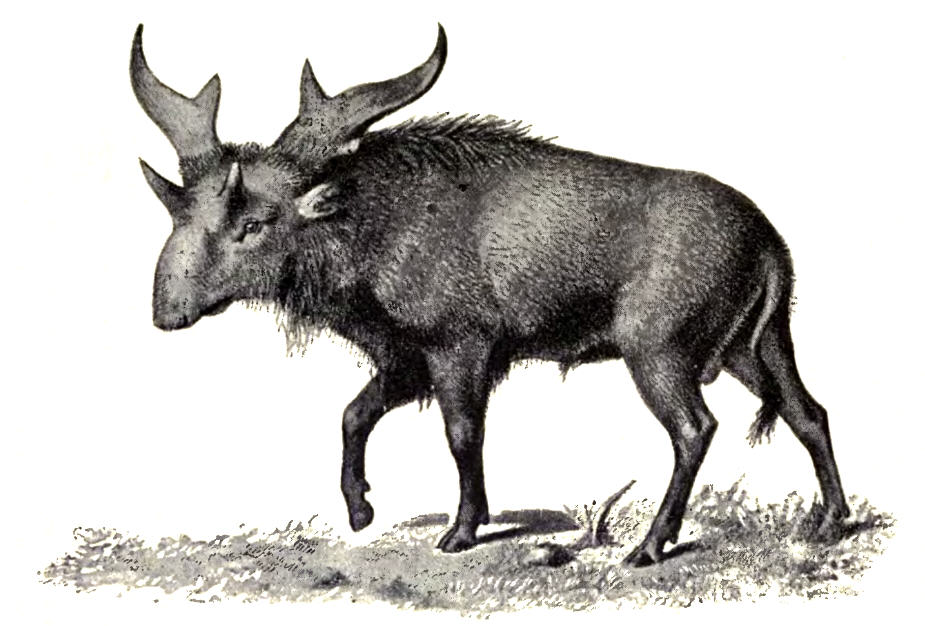
Reconstrucción desactualizada, similar a un alce

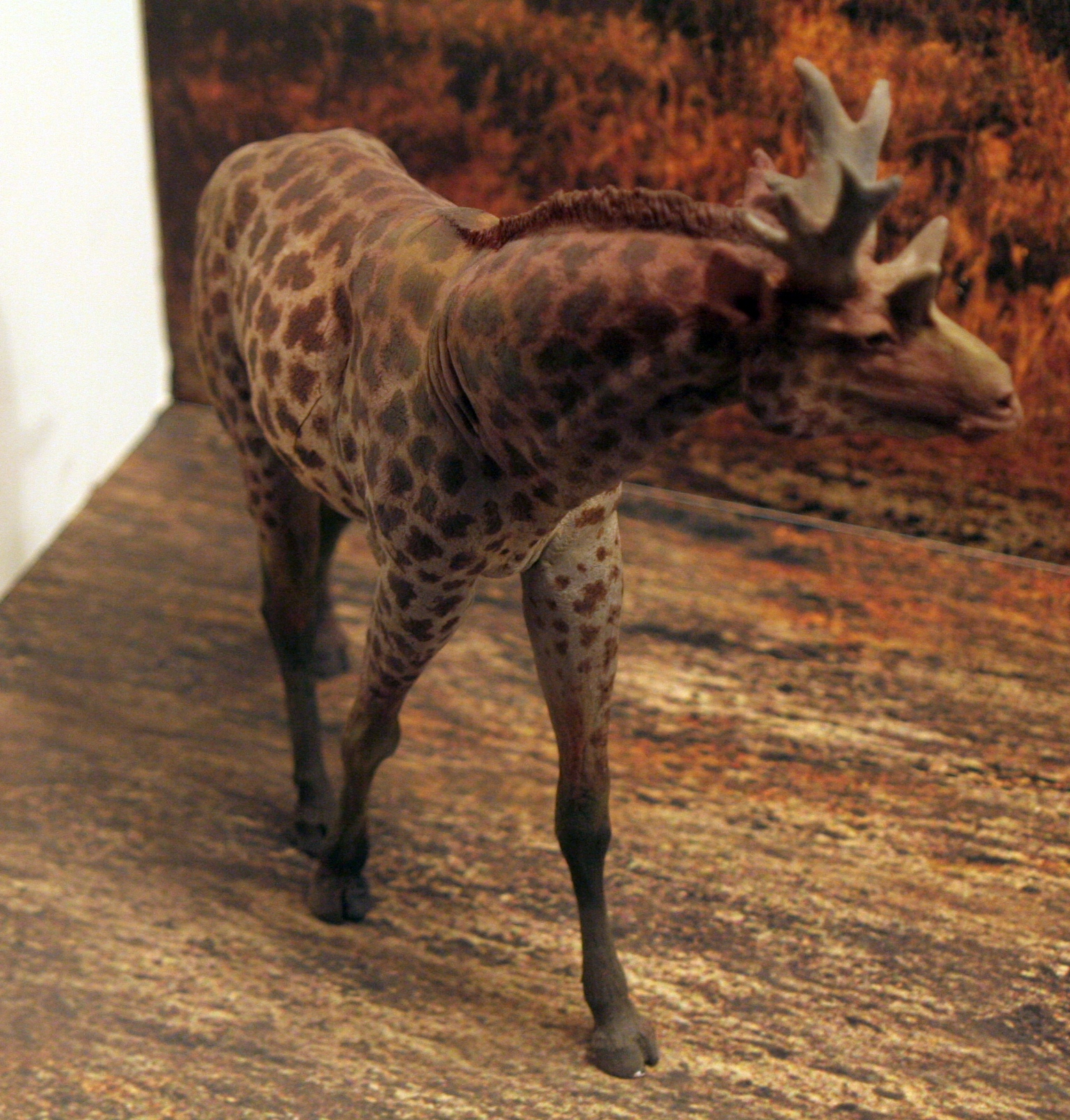
Reconstrucción en un museo

Sivatherium se asemejaba a los actuales okapis, pero era mucho más grande y su cuerpo era de constitución mucho más robusta, con cerca de 2.2 metros de altura a los hombros, cerca de 3 metros de altura total y con un peso de 400 - 500 kilogramos. Otras estimaciones han llegado a tener resultados de una masa corporal de 1,250 kilogramos o hasta 1,360 kilogramos. Esto convertiría a Sivatherium en uno de los mayores rumiantes conocidos, rivalizando con las jirafas modernas y los mayores bóvidos. Se piensa que esta estimación de peso puede estar subestimando el peso del animal, al no tomar en cuenta los grandes cuernos que poseían los machos de este género. Sivatherium tenía un par de grandes osiconos en forma de astas en su cabeza, con un segundo par de osiconos más pequeños sobre sus ojos. Sus hombros eran muy poderosos a fin de soportar los músculos cervicales necesarios para elevar su pesado cráneo. Sivatherium fue inicialmente identificado de forma errónea como un eslabón arcaico entre los rumiantes modernos y el ahora obsoleto grupo de los "paquidermos" (un orden polifilético que incluía a los elefantes, rinocerontes, caballos y tapires). La confusión se originó en parte debido a la robusta morfología graviportal de sus restos, la cual era diferente de la de otros animales estudiados en su época.

## Dieta
Un análisis de desgaste dental de la especie S. hendeyi del Plioceno temprano de Sudáfrica determinó que sus dientes eran braquiodontos, pero tenían un mayor grado de hipsodoncia que las jirafas modernas, por lo que el animal podría ser clasificado como un herbívoro mixto, en el sentido de que era capaz tanto de pastar como de ramonear.